# Guido Borromeo
Guido Borromeo Arese, XII marchese di Angera (Milano, 21 novembre 1818 – Nizza, 19 novembre 1890), è stato un politico e nobile italiano.

## Biografia

### Infanzia ed educazione
Figlio del conte Vitaliano VIII Borromeo e di sua moglie, la marchesa Maria D'Adda, fu alunno dell'Almo Collegio Borromeo di Pavia.

### Carriera politica
Venne nominato senatore nel 1872.
Fu il Presidente del Consiglio Provinciale di Milano dal 1875 al 1883.

### Morte
Il Marchese morì il 19 novembre 1890 a Nizza.

## Ascendenza
|                                           |                                                 |                                               | Genitori                                                   |  |  | Nonni |  |  | Bisnonni                  |  |  | Trisnonni                         |  |
|                                           |                                                 |                                               |                                                            |  |  |       |  |  | Renato III Borromeo Arese |  |  | Giovanni Benedetto Borromeo Arese |  |
|                                           |                                                 |                                               |                                                            |  |  |       |  |  | Renato III Borromeo Arese |  |  | Giovanni Benedetto Borromeo Arese |  |
|                                           |                                                 | Clelia Grillo                                 |                                                            |  |  |       |  |  | Renato III Borromeo Arese |  |  |                                   |  |
| Giberto V Borromeo Arese                  |                                                 |                                               |                                                            |  |  |       |  |  | Renato III Borromeo Arese |  |  |                                   |  |
|                                           |                                                 | Marianna Erba Odescalchi                      | Baldassarre Erba Odescalchi                                |  |  |       |  |  |                           |  |  |                                   |  |
|                                           |                                                 | Marianna Erba Odescalchi                      | Baldassarre Erba Odescalchi                                |  |  |       |  |  |                           |  |  |                                   |  |
|                                           |                                                 | Marianna Erba Odescalchi                      | Maria Maddalena Borghese                                   |  |  |       |  |  |                           |  |  |                                   |  |
| Vitaliano VIII Borromeo Arese             |                                                 | Marianna Erba Odescalchi                      |                                                            |  |  |       |  |  |                           |  |  |                                   |  |
|                                           |                                                 | Ferdinando Cusani, VI marchese di Chignolo    | Girolamo Cusani, V marchese di Chignolo                    |  |  |       |  |  |                           |  |  |                                   |  |
|                                           |                                                 | Ferdinando Cusani, VI marchese di Chignolo    | Girolamo Cusani, V marchese di Chignolo                    |  |  |       |  |  |                           |  |  |                                   |  |
|                                           |                                                 | Ferdinando Cusani, VI marchese di Chignolo    | Giuseppina de Silva                                        |  |  |       |  |  |                           |  |  |                                   |  |
| Maria Elisabetta Cusani                   |                                                 | Ferdinando Cusani, VI marchese di Chignolo    |                                                            |  |  |       |  |  |                           |  |  |                                   |  |
|                                           |                                                 | Claudia Litta Visconti Arese                  | Pompeo Giulio Litta Visconti Arese, VI marchese di Gambolò |  |  |       |  |  |                           |  |  |                                   |  |
|                                           |                                                 | Claudia Litta Visconti Arese                  | Pompeo Giulio Litta Visconti Arese, VI marchese di Gambolò |  |  |       |  |  |                           |  |  |                                   |  |
|                                           |                                                 | Claudia Litta Visconti Arese                  | Maria Elisabetta Visconti Borromeo Arese                   |  |  |       |  |  |                           |  |  |                                   |  |
| Guido Borromeo                            |                                                 | Claudia Litta Visconti Arese                  |                                                            |  |  |       |  |  |                           |  |  |                                   |  |
|                                           | Giovanni Battista D'Adda, V marchese di Pandino | Febo D'Adda, IV marchese di Pandino           |                                                            |  |  |       |  |  |                           |  |  |                                   |  |
|                                           | Giovanni Battista D'Adda, V marchese di Pandino | Febo D'Adda, IV marchese di Pandino           |                                                            |  |  |       |  |  |                           |  |  |                                   |  |
|                                           | Giovanni Battista D'Adda, V marchese di Pandino |                                               |                                                            |  |  |       |  |  |                           |  |  |                                   |  |
| Febo D'Adda, VI marchese di Pandino       | Giovanni Battista D'Adda, V marchese di Pandino |                                               |                                                            |  |  |       |  |  |                           |  |  |                                   |  |
|                                           |                                                 | Margherita Litta Visconti Arese               | Pompeo Giulio Litta Visconti Arese, VI marchese di Gambolò |  |  |       |  |  |                           |  |  |                                   |  |
|                                           |                                                 | Margherita Litta Visconti Arese               | Pompeo Giulio Litta Visconti Arese, VI marchese di Gambolò |  |  |       |  |  |                           |  |  |                                   |  |
|                                           |                                                 | Margherita Litta Visconti Arese               | Maria Elisabetta Visconti Borromeo Arese                   |  |  |       |  |  |                           |  |  |                                   |  |
| Maria D'Adda                              |                                                 | Margherita Litta Visconti Arese               |                                                            |  |  |       |  |  |                           |  |  |                                   |  |
|                                           |                                                 | Johann Emanuel Joseph von Khevenhüller-Metsch | Johann Joseph von Khevenhüller                             |  |  |       |  |  |                           |  |  |                                   |  |
|                                           |                                                 | Johann Emanuel Joseph von Khevenhüller-Metsch | Johann Joseph von Khevenhüller                             |  |  |       |  |  |                           |  |  |                                   |  |
|                                           |                                                 | Johann Emanuel Joseph von Khevenhüller-Metsch | Karoline von Metsch                                        |  |  |       |  |  |                           |  |  |                                   |  |
| Maria Leopoldina von Khevenhueller-Metsch |                                                 | Johann Emanuel Joseph von Khevenhüller-Metsch |                                                            |  |  |       |  |  |                           |  |  |                                   |  |
|                                           |                                                 | Maria Giuseppina Mezzabarba                   | Pio Mezzabarba                                             |  |  |       |  |  |                           |  |  |                                   |  |
|                                           |                                                 | Maria Giuseppina Mezzabarba                   | Pio Mezzabarba                                             |  |  |       |  |  |                           |  |  |                                   |  |
|                                           |                                                 | Maria Giuseppina Mezzabarba                   | Laura Olevano                                              |  |  |       |  |  |                           |  |  |                                   |  |
|                                           |                                                 | Maria Giuseppina Mezzabarba                   |                                                            |  |  |       |  |  |                           |  |  |                                   |  |